# سانتا لوژیا
سانتا لوژیا (به لاتین: Santa Luċija) یک منطقهٔ مسکونی در مالت است که در منطقه جنوبی مالت واقع شده‌است. سانتا لوژیا ۰٫۷ کیلومتر مربع مساحت و ۲٬۹۵۴ نفر جمعیت دارد.

## خواهرخوانده
شهر سوژو خواهرخواندهٔ سانتا لوژیا هست.